# Arvicanthis rufinus
Arvicanthis rufinus — вид гризунів родини мишевих (Muridae). Він зустрічається в Беніні, Гані, Того, можливо, Камеруні, можливо, Центральноафриканській Республіці, можливо, Кот-д'Івуарі, можливо, Гвінеї, можливо, Ліберії та, можливо, Сьєрра-Леоне. Його природними середовищами існування є вологі савани, субтропічні або тропічні сухі чагарники, субтропічні або тропічні вологі чагарники, орні землі, пасовища та міські території.

## Морфологічні особливості
Це гризун середнього розміру з довжиною голови й тулуба від 115 до 177 мм, довжиною хвоста від 127 до 146 мм, довжиною стопи від 29 до 38 мм, довжиною вуха від 16 до 24 мм і вагою до 168 г.
Верх сіро-коричневий, посипаний волосками з жовто-кремовими кінчиками і з червонуватими відблисками на нижній частині спини, а черево — від білого до сіруватого забарвлення. Голова усічена, а морда коротка. Вуха округлі, червонуваті. Ноги жовто-коричневі. Хвіст коротший за голову й тулуб, густо вкритий шерстю, зверху чорнуватий, знизу жовто-коричневий.

## Спосіб життя
Це наземний вид.